# Dębno (gmina Raków)
Dębno (dawn. Dembno) – wieś w Polsce położona w województwie świętokrzyskim, w powiecie kieleckim, w gminie Raków.
Dębno uzyskało lokację miejską przed 1585 rokiem, zdegradowane w 1827 roku. Miasto w powiecie wiślickim województwa sandomierskiego było w latach 70. XVI wieku własnością kasztelana żarnowskiego Jana Sienieńskiego. W latach 1975–1998 miejscowość należała administracyjnie do województwa kieleckiego.
Przez wieś przechodzi  żółty szlak turystyczny z Szydłowa do Widełek.

## Historia
Pierwsze wzmianki o miejscowości pochodzą z drugiej połowy XV w. Wieś należała do rodu Pilawitów, a później Kotów. Od XVI w. Dębno było własnością Sienieńskich. W 1569 r. Jan Sienieński założył tu miasto. Z powodu silnej konkurencji sąsiedniego Rakowa (także założonego przez Sienieńskiego) Dębno rozwijało się bardzo słabo. Było ośrodkiem sitarstwa. Po Sienieńskich osada należała do rodziny Misiewskich, później do Lipowskich.